# Marantovité
Marantovité (Marantaceae) je čeleď jednoděložných rostlin z řádu zázvorníkotvaré (Zingiberales). Jsou to vytrvalé byliny s dlouze řapíkatými jednoduchými listy a nepravidelnými květy. Čeleď zahrnuje přes 550 druhů ve 28 rodech a je rozšířena v tropech celého světa s výjimkou Austrálie. Maranta třtinovitá je v tropech pěstována pro škrobnaté oddenky. Různé druhy rodů kalátea a maranta se pěstují jako pokojové rostliny s atraktivním olistěním a někdy i zajímavými květenstvími.

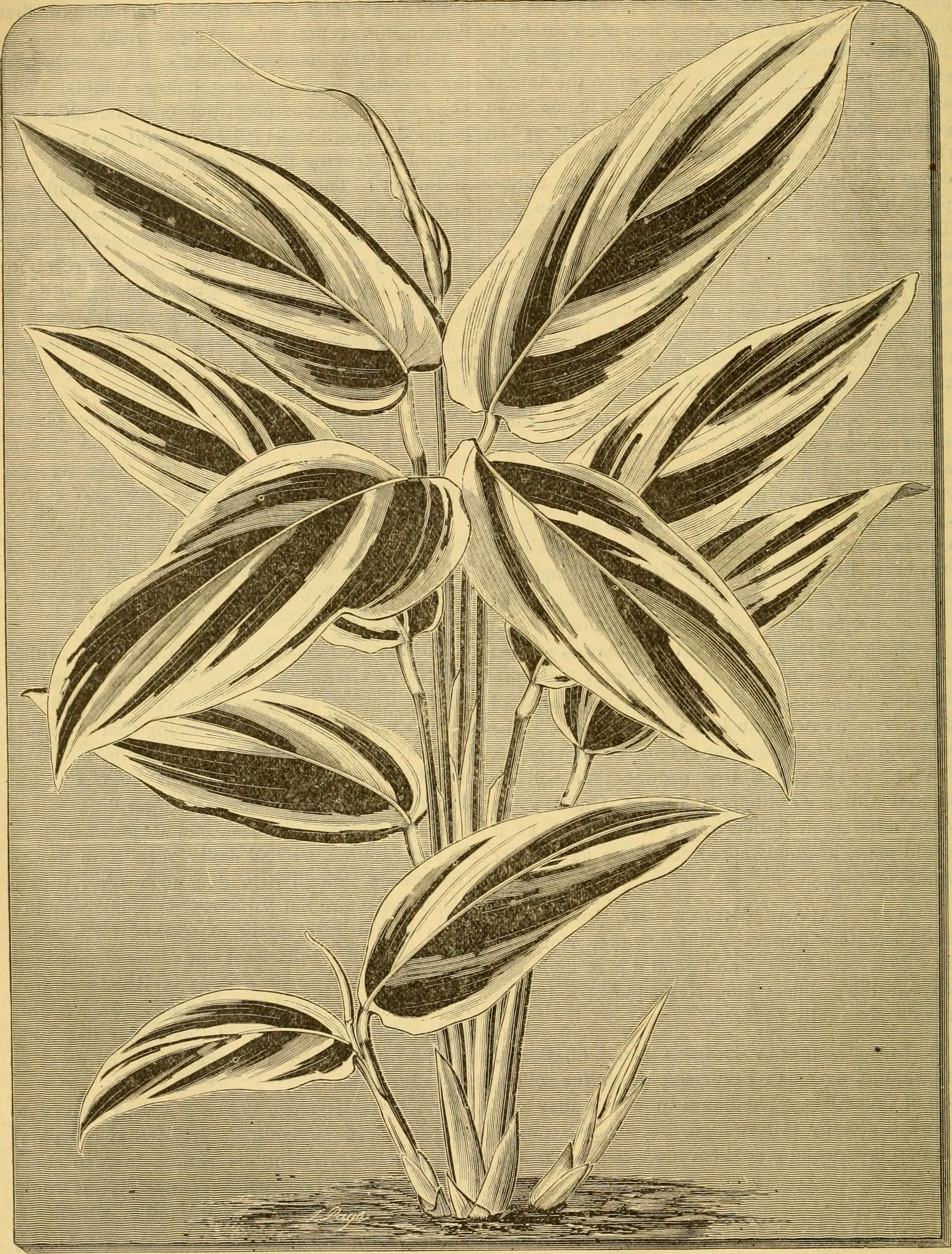
Kresba kalátey z roku 1876

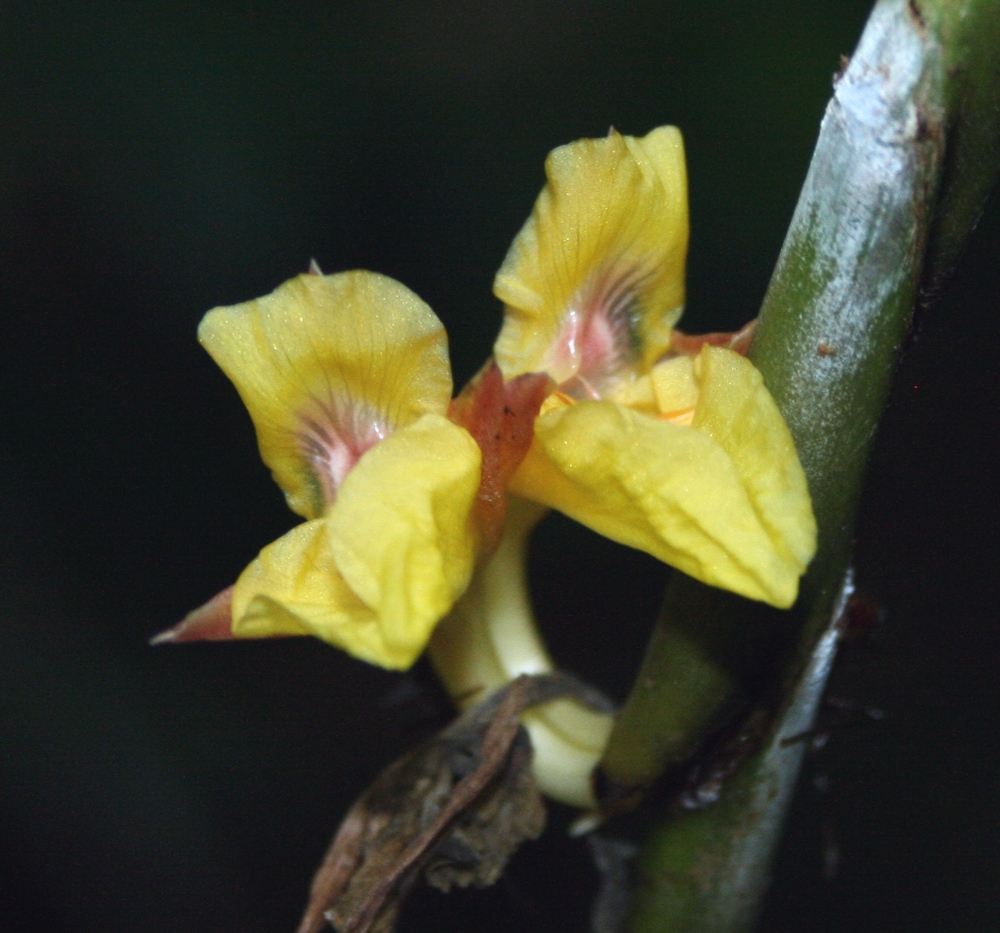
Květy Ischnosiphon obliquus

## Popis
Marantovité jsou to vytrvalé byliny se vzpřímenými stonky a s krátkými, škrobnatými, podzemními oddenky. Mohou to být pozemní rostliny i epifyty, zřídka liány. Listy jsou jednoduché, střídavé, dvouřadě až spirálně uspořádané, většinou dlouze řapíkaté. Řapík je často křídlatý a je zakončen charakteristickým pulvinem. Na bázi řapíku je křídlatá listová pochva. Čepele jsou často barevně vzorované, jednoduché, celokrajné, asymetrické, kopinaté, podlouhlé až vejčité, žilnatina je zpeřená až zpeřeně souběžná. Jsou to jednodomé rostliny s oboupohlavnými květy. Květy jsou uspořádány po 2 a každý pár je podepřen listenem, páry květů často skládají vrcholičnaté květenství. Květenství jsou vrcholová nebo zakončují postranní větev. Květy jsou výrazně nesouměrné. Okvětí je rozlišeno na kalich a korunu. Kališní lístky jsou 3, volné, zelené a spíše nenápadné. Koruna se skládá ze 3 lístků. Prostřední lístek bývá větší a kápovitý. Na bázi jsou korunní lístky srostlé v krátkou trubku. Fertilní tyčinka je jen 1 a nese pouze půlku fertilního prašníku. Nitka této tyčinky je buď tenká nebo rozšířená a petaloidní (napodobuje korunu). Zbylé 3 až 4 (zřídka 2) tyčinky jsou přeměněny na staminodia, která jsou také pataloidní, srůstají ve spodní části v trubku, která je delší než trubka koruny. Semeník je spodní, synkarpní, srostlý ze 3 plodolistů. Obsahuje 3 komůrky nebo u některých rodů vlivem potlačení ostatních plodolistů pouze jedinou komůrku (např. maranta). V každém plodolistu je jediné vajíčko. Čnělka je tenká a dlouhá, zakončená nálevkovitou bliznou. Plodem je pouzdrosečná tobolka nebo výjimečně bobule. U rodu Thalia je plod suchý a nepukavý.

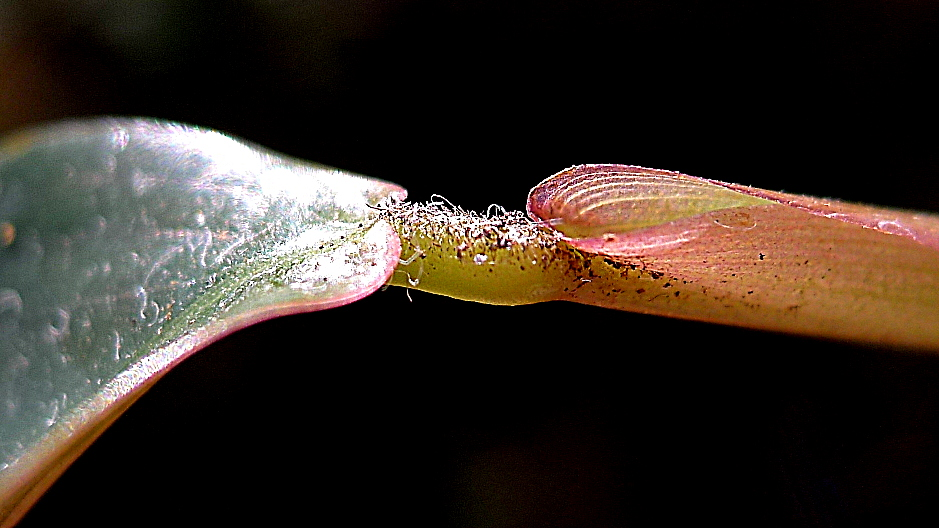
Detail pulvinu a křídlatého řapíku Maranta subterranea
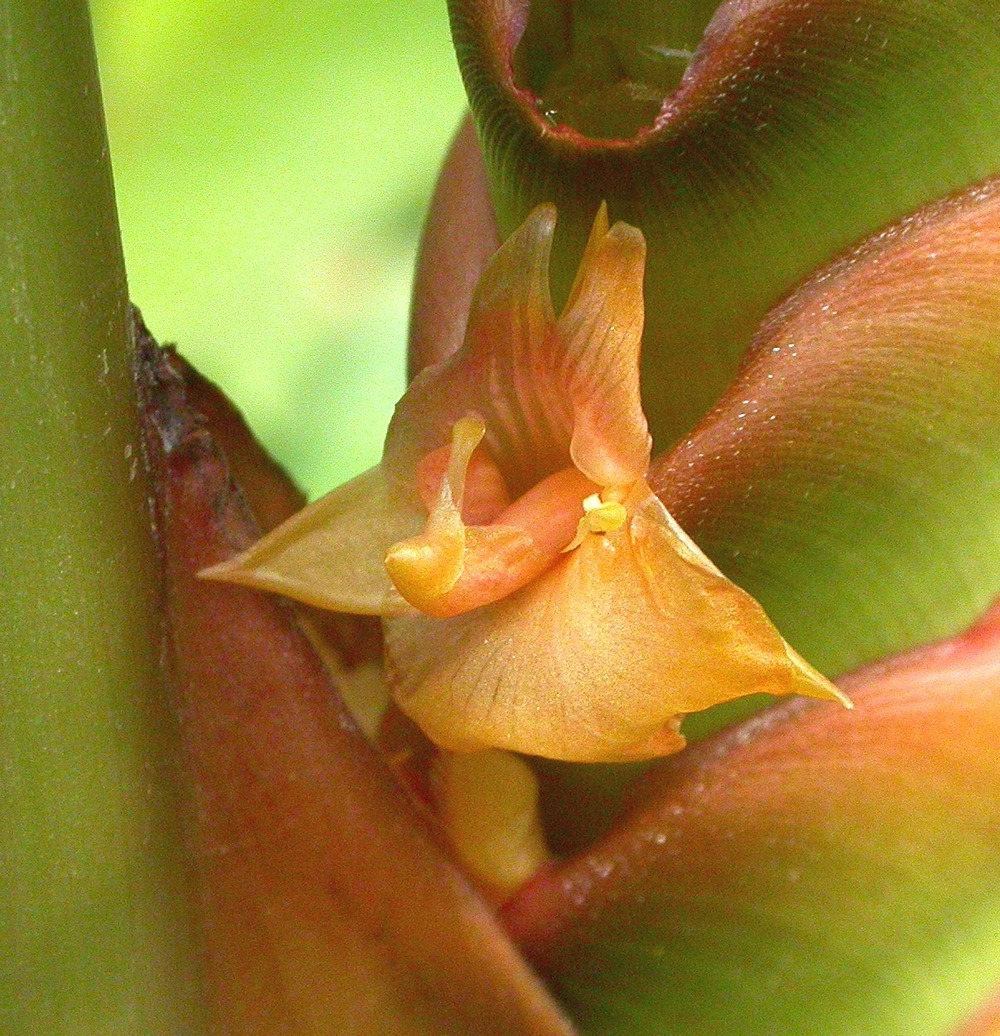
Detail květu Calathea crotalifera
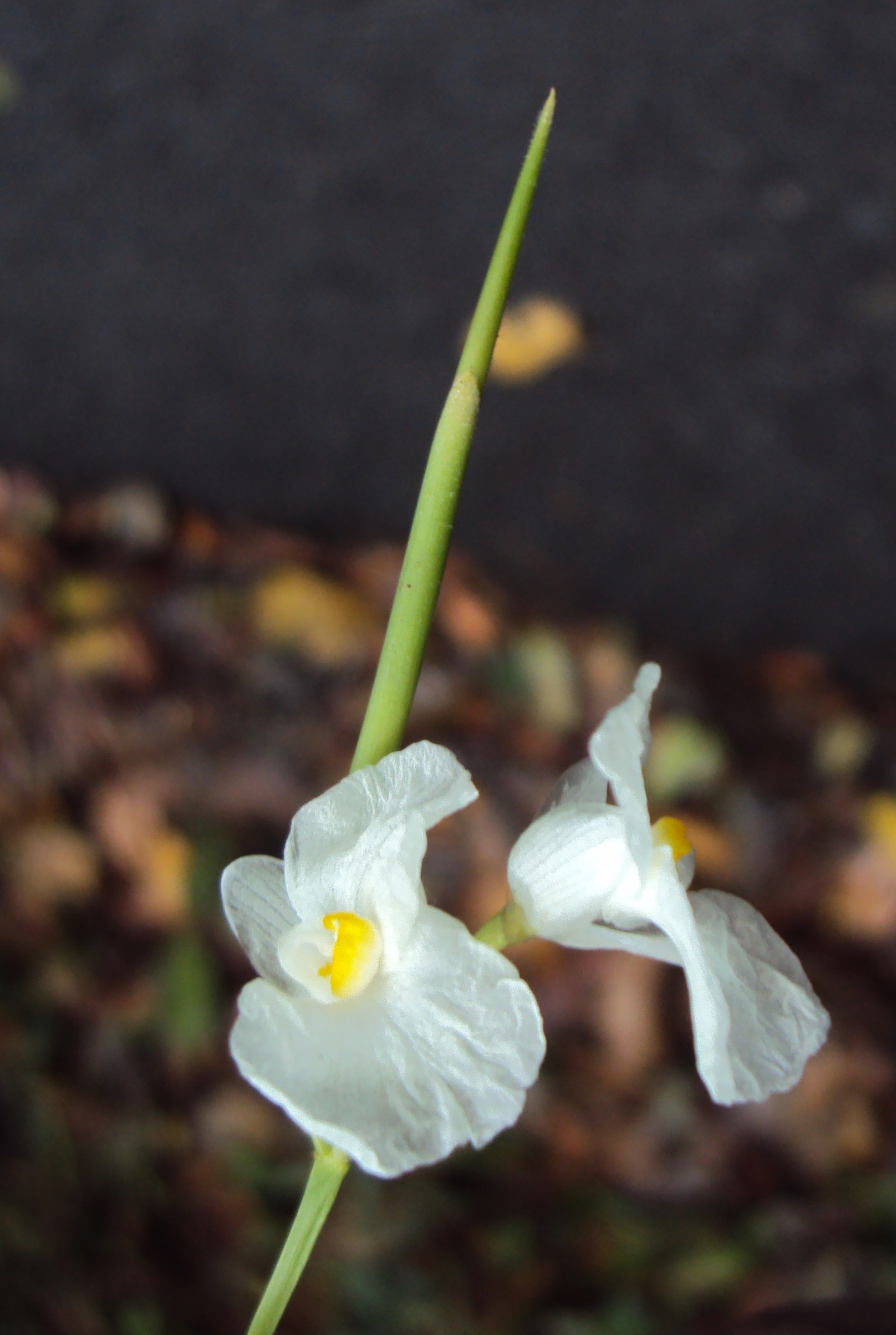
Květy Schumannianthus virgatus
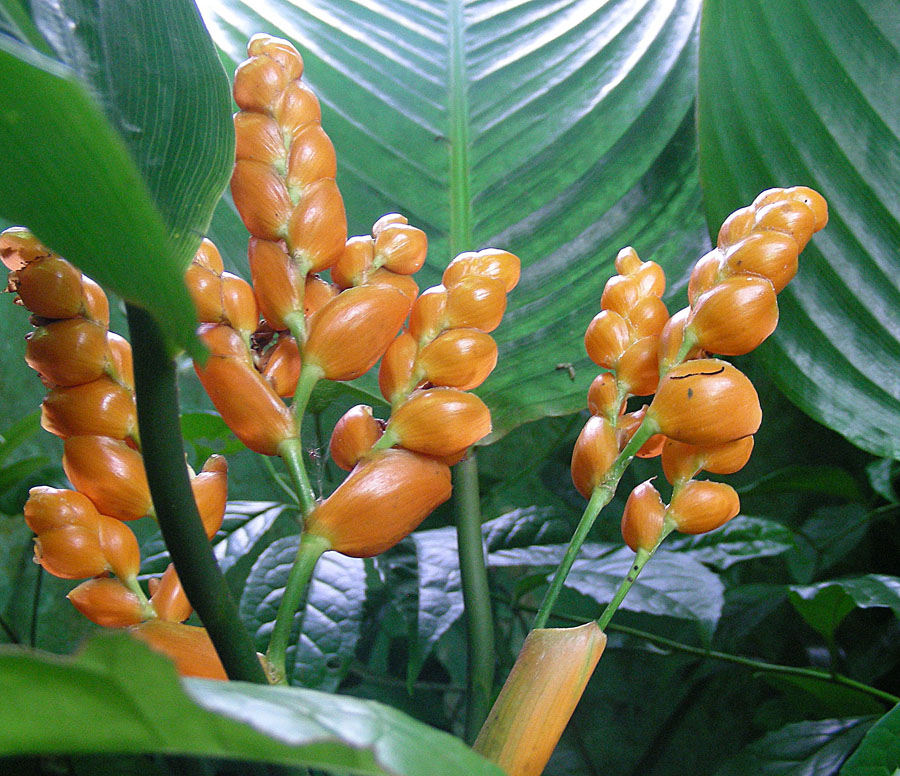
Stromanthe jacquinii
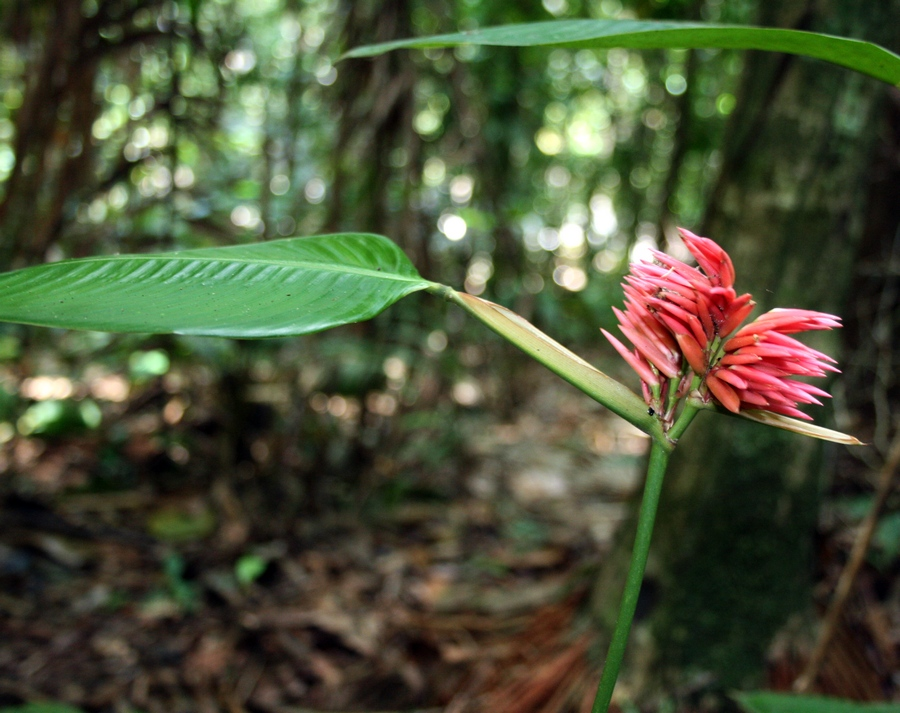
Monotagma secundum

## Rozšíření
Čeleď marantovité zahrnuje přes 550 druhů ve 28 rodech. Největší rody jsou kalatea (Calathea, asi 300 druhů), Monotagma (37), Ischnosiphon (35) a maranta (Maranta, 25 druhů). Čeleď je rozšířena v tropech celého světa s výjimkou Austrálie. Největší počet druhů (asi 80 %) roste v tropické Americe. Z ostatních oblastí rostou zejména v tropické západní Africe a jihovýchodní Asii. V Americe čeleď okrajově přesahuje i do teplých oblastí mírného pásu. V Severní Americe se vyskytují pouze 2 původní druhy rodu klunice (Thalia), a to na jihovýchodě USA. Thalia dealbata je endemit této oblasti a jediný zástupce marantovitých, který se nevyskytuje v tropech. Thalia geniculata má naopak široký areál rozšíření sahající od Floridy po Argentinu, vyskytuje se také v západní Africe.
Marantovité nejčastěji rostou v podrostu tropických pralesů a na mokřinách v nadmořských výškách do 1000 metrů. Většina druhů vyhledává světliny v pralese, vzniklé např. pádem stromu. Pouze malý díl druhů roste skutečně v přítmí pralesa.

## Ekologické interakce
Listy marantovitých jsou schopny se natáčet ke zdroji světla a maximálně tak využít sluneční svit v podrostu tropických pralesů. Umožňuje to ztlustlina na konci řapíku, tzv. pulvinus. Květy jsou opylovány včelami (zejména z tribu Euglossini), v tropické Americe je navštěvují i kolibříci.
U marantovitých byl popsán složitý, aktivní mechanismus opylování. Zahnutá čnělka je v květu zaháknutá za kápovitou patyčinku, při aktivaci tohoto mechanismu opylovačem se čnělka pružně stáčí směrem dolů, seškrábne pyl z těla opylovače a zároveň jej popráší vlastním pylem, který je uskladněn v drobné dutince na bázi čnělky. Při pozorování květů Thalia geniculata bylo zjištěno, že včely spouštějí nástražný mechanismus vždy, kolibříci asi v polovině případů a motýli vůbec. Semena kalátejí mají míšek a jsou vyhledávána a šířena mravenci. Výrazně modrá semena některých druhů jsou pravděpodobně šířena ptáky.

## Zástupci
- donax (Donax)
- kalátea (Calathea)
- klunice (Thalia)
- ktenante (Ctenanthe)
- maranta (Maranta)
- mězaruška (Phrynium)
- stromante (Stromanthe)[7]

## Význam

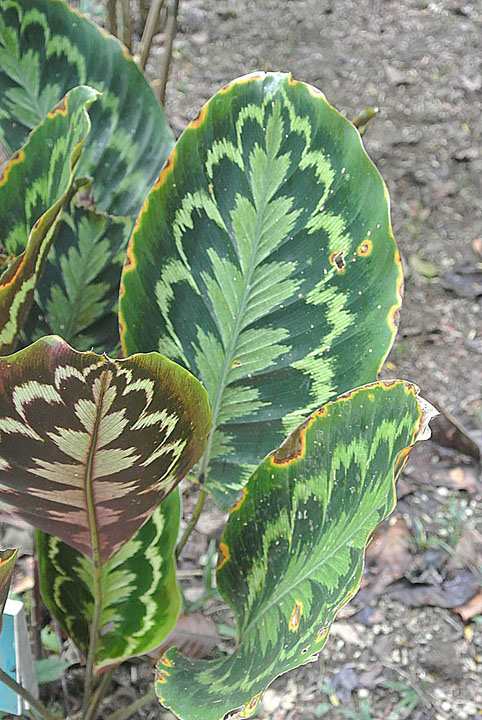
Calathea veitchiana

Maranta třtinovitá (Maranta arundinacea) je v tropech běžně pěstována pro oddenky z nichž se získává jedlý škrob. Pochází z tropické Ameriky, pěstuje se však i v jiných oblastech tropů. Oddenky jsou po tepelné úpravě poživatelné. Hlízy kalátey jedlé (Calathea allouia) domorodci v tropické Americe používají podobně jako brambory. Ve Střední Americe také domorodci jedí mladá květenství některých druhů kalátejí, listy jsou používány k balení jídla, k vyplétání a jako krytina na střechy. Ze spodní strany rozměrných listů Calathea lutea je získáván vosk. Duté stonky některých druhů Ischnosiphon slouží amazonským Indiánům jako pomůcka ke šňupání. Z rozštípnutých stonků Ischnosiphon arouma se pletou koše.
Různé druhy zejména z rodů kalátea a maranta jsou pěstovány jako pokojové rostliny s atraktivním olistěním. V českých botanických zahradách se lze setkat zejména s různými druhy kalátejí a marant, řidčeji jsou pěstovány rody ktenante (Ctenanthe), Pleiostachya, Stromanthe, Pleiostachya aj. Obzvláště nápadně kvete Calathea crotalifera.

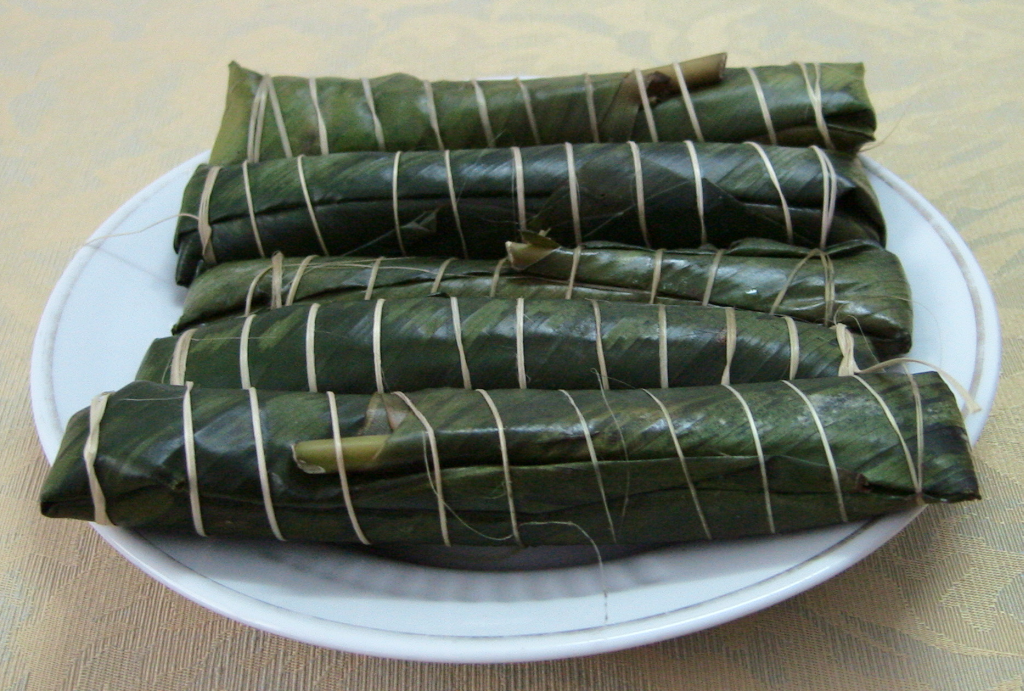
Vietnamské jídlo zabalené v listech Phrynium placentarium
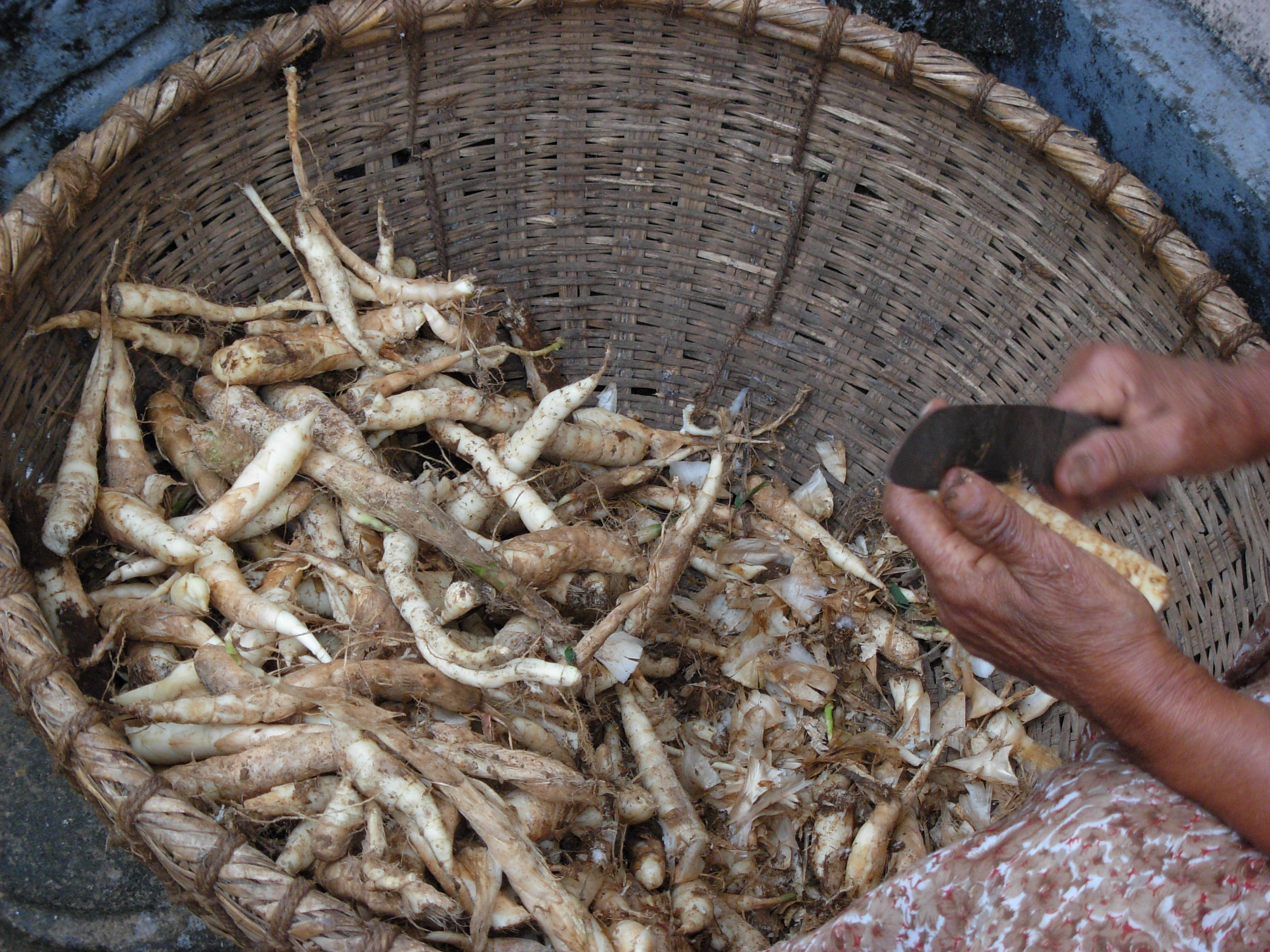
Čištění oddenků maranty rákosovité
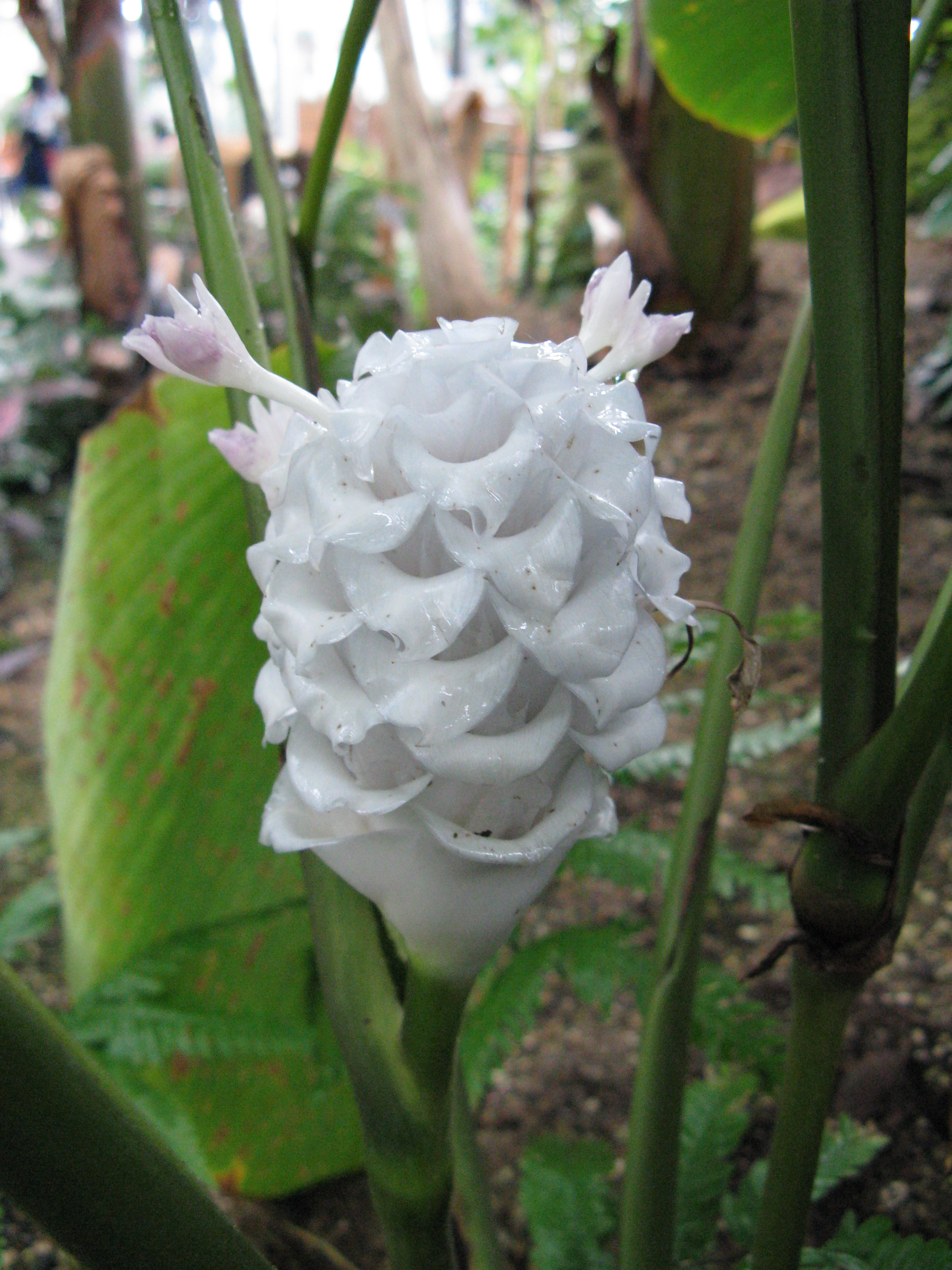
Calathea burle-marxii 'Ice Blue'
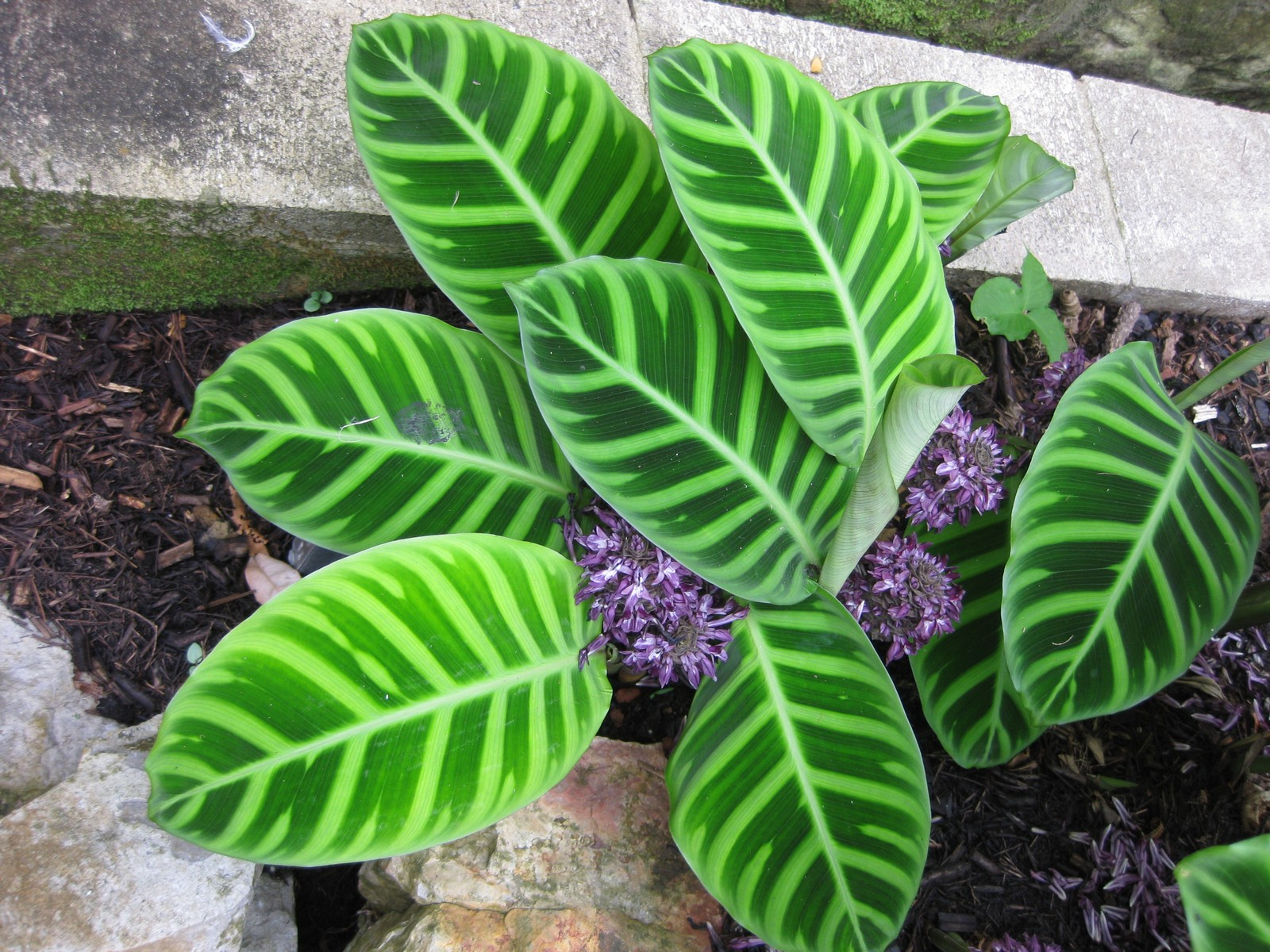
Calathea zebrina var. humilior
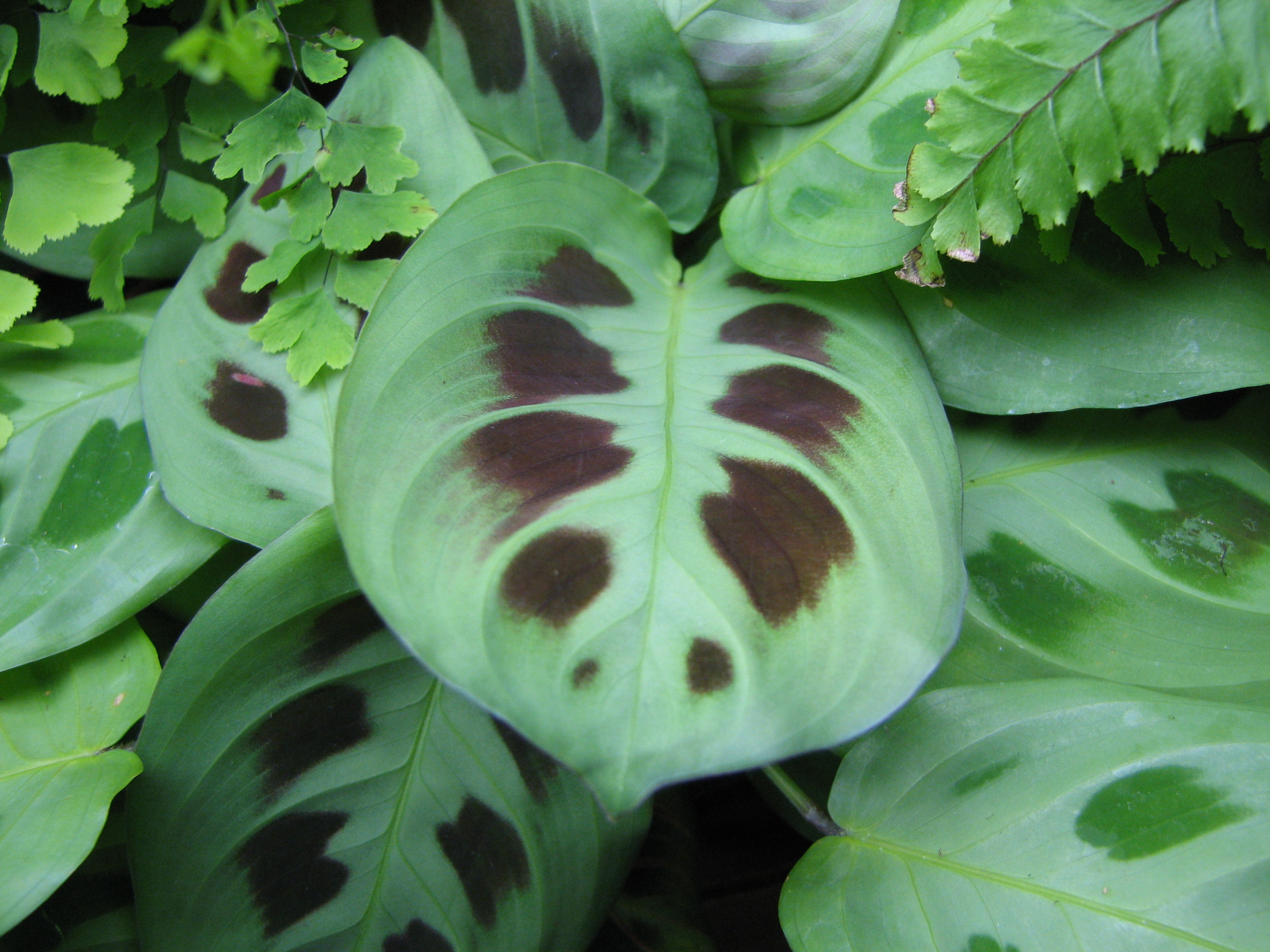
Listy Maranta leuconeura
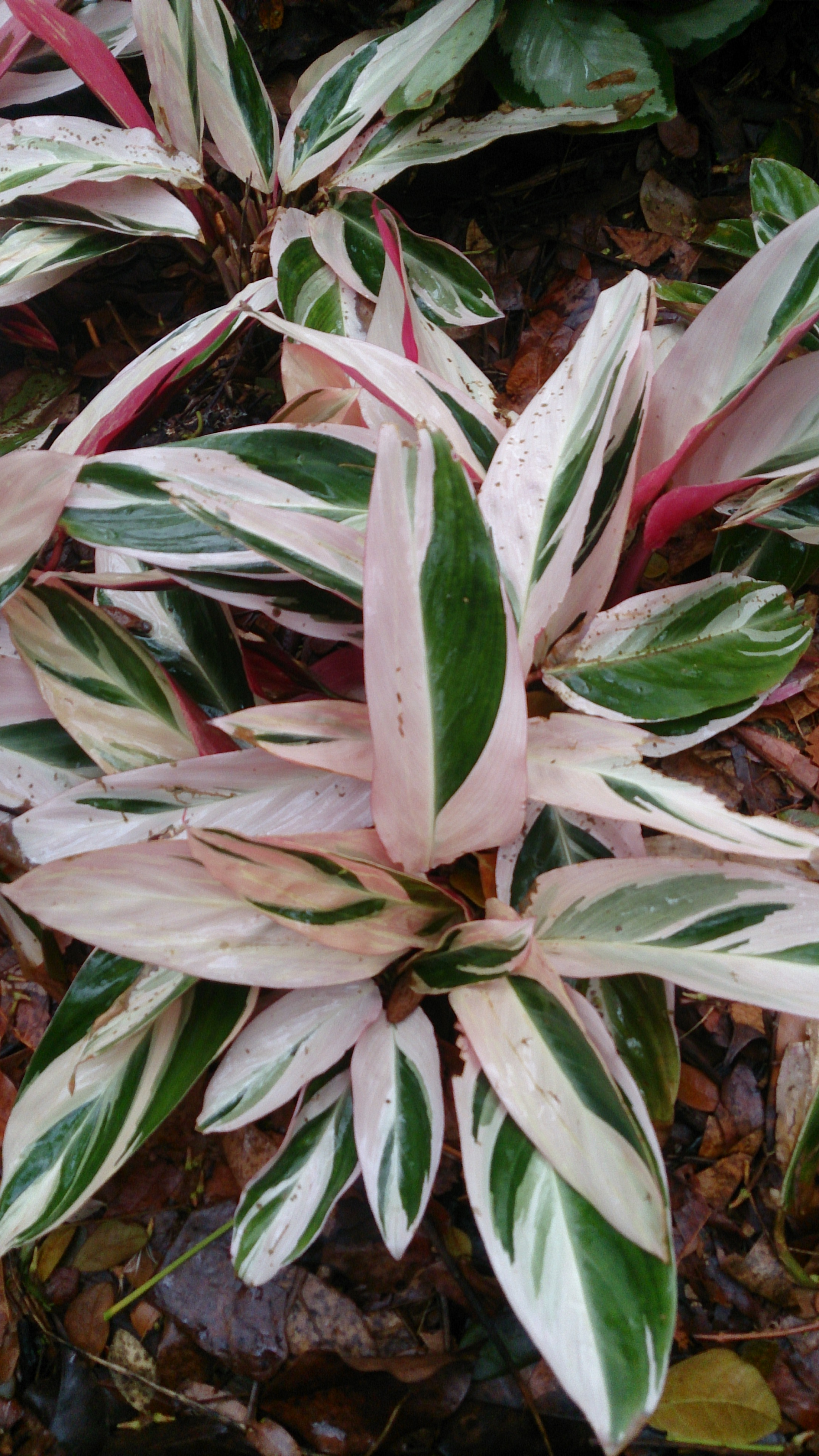
Ctenanthe oppenheimiana 'Tricolor'

## Seznam rodů
Afrocalathea, Calathea (včetně Thymocarpus), Ctenanthe, Donax, Halopegia, Haumania, Hylaeanthe, Hypselodelphys, Indianthus, Ischnosiphon, Koernickanthe, Maranta, Marantochloa (vč. Ataenidia), Megaphrynium, Monophyllanthe, Monotagma, Myrosma, Phrynium (vč. Cominsia, Monophrynium, Phacelophrynium), Pleiostachya, Sanblasia, Saranthe, Sarcophrynium, Schumannianthus, Stachyphrynium, Stromanthe, Thalia, Thaumatococcus, Trachyphrynium